# Когда я был маленьким (фильм)
«Когда я был маленьким» (лит. Kai aš mažas buvau) — советский фильм 1968 года, снятый на Литовской киностудии режиссёром Альгирдасом Араминасом по мотивам повести Мати Унта «Прощай, рыжий кот».

## Сюжет
Старшеклассники Томас и Эгле почти неразлучны. Томас, узнав, что его Эгле хорошо рисует, знакомит её с художником, который соглашается давать ей частные уроки. Из-за этих занятий встречи Томаса и Эгле становятся редкими, и юноша начинает ревновать девушку к художнику. Томас идет в мастерскую художника и там на холстах в каждой обнаженной натуре ему видится Эгле. Он перестаёт ходить в школу, сбегает из дома, проводит ночь у знакомой актрисы Гины, которая смеётся над ним, когда он объявляет о намерении остаться у неё жить. Томас снова ищет Эгле. Не найдя её в мастерской художника, он бежит в поле, и там, где они с Эгле когда-то и стали близки, когда сбежали со школьной экскурсии, и вдруг встречает там Эгле.

## В ролях
- Линас Крищюнас — Томас
- Юлия Каваляускайте — Эгле
- Эляна Савукинайте — Гина
- Элена Ремишаускене — тётя Томаса
- Хенрика Хокушайте — мать Эгле
- Гедиминас Карка — классный руководитель
- Бронюс Бабкаускас — провинциал
- Йонас Каваляускас — актёр
- Казимирас Валайтис — художник
- Стасис Даутартас — букинист
- Ангеле Фишарайте — Нийоле, натурщица
- Витаутас Кярнагис — Гедас
- Юозас Мильтинис — сторож на конезаводе